# Ithycythara parkeri
Ithycythara parkeri é uma espécie de gastrópode do gênero Ithycythara, pertencente a família Mangeliidae.